# 敷香郡
敷香郡（日语：／ Shusuka gun */?）是日本統治下的樺太廳的已不存在的郡，現在名為波羅奈斯克。郡名來自阿伊努語的「sir-tukari」（山的前面）。
轄有以下1町3村。
- 敷香町
- 內路村
- 泊岸村
- 散江村

在法律上于1949年6月1日国家行政組織法施行后廢除。
1. ↑  伊藤せいち「タライカと敷香周辺のアイヌ語地名」、アイヌ語地名研究会編『アイヌ語地名研究　１３』（北海道出版企画センター、2010）